# Paraenasomyia
Paraenasomyia is een geslacht van vliesvleugeligen uit de familie Encyrtidae. De wetenschappelijke naam van dit geslacht is voor het eerst geldig gepubliceerd in 1915 door Girault.

## Soorten
Het geslacht Paraenasomyia omvat de volgende soorten:
- Paraenasomyia australiensis (Girault, 1914)
- Paraenasomyia johnsoni Girault, 1922
- Paraenasomyia orro Girault, 1915